# IC 2984
IC 2984 је спирална галаксија у сазвјежђу Велики медвјед која се налази на листи објеката дубоког неба у Индекс каталогу.
Деклинација објекта је + 30° 41' 51" а ректасцензија 11h 59m 7,2s. Привидна величина (магнитуда) објекта IC 2984 износи 14,8 а фотографска магнитуда 15,6. IC 2984 је још познат и под ознакама MCG 5-28-68, CGCG 157-73, KUG 1156+309, PGC 37734.